# Chicago Film Critics Association Award/Bester Nebendarsteller
Preis der Chicago Film Critics Association: Bester Nebendarsteller
Gewinner des Chicago Film Critics Association Awards in der Kategorie Bester Nebendarsteller (Best Supporting Actor). Die US-amerikanische Filmkritikervereinigung gibt alljährlich Mitte Dezember ihre Auszeichnungen für die besten Filmproduktionen und Filmschaffenden des laufenden Kalenderjahres bekannt. Diese werden wie bei der Oscar- oder Golden-Globe-Verleihung aus fünf Nominierten ausgewählt.
Am erfolgreichsten in dieser Kategorie war der US-Amerikaner Martin Landau, der den Preis zweimal gewinnen konnte. 14 Mal gelang es der Filmkritikervereinigung, vorab den Oscar-Gewinner zu präsentieren, zuletzt 2019 geschehen, mit der Preisvergabe an Brad Pitt (Once Upon a Time in Hollywood). 2010 konnte sich mit Christoph Waltz in Inglourious Basterds erstmals ein Schauspieler aus dem deutschsprachigen Raum in die Siegerliste eintragen.
| Jahr | Preisträger            | Filmtitel                     | Deutscher Titel                           |
| ---- | ---------------------- | ----------------------------- | ----------------------------------------- |
| 1988 | Martin Landau          | Tucker                        | Tucker                                    |
| 1989 | Danny Aiello           | Do the Right Thing            | Do the Right Thing                        |
| 1990 | Joe Pesci*             | Goodfellas                    | GoodFellas – Drei Jahrzehnte in der Mafia |
| 1991 | Harvey Keitel          | Bugsy                         | Bugsy                                     |
| 1992 | Jack Nicholson         | A Few Good Men                | Eine Frage der Ehre                       |
| 1993 | Ralph Fiennes          | Schindler’s List              | Schindlers Liste                          |
| 1994 | Martin Landau*         | Ed Wood                       | Ed Wood                                   |
| 1995 | Kevin Spacey*          | The Usual Suspects            | Die üblichen Verdächtigen                 |
| 1996 | Cuba Gooding Jr.*      | Jerry Maguire                 | Jerry Maguire – Spiel des Lebens          |
| 1997 | Burt Reynolds          | Boogie Nights                 | Boogie Nights                             |
| 1998 | Billy Bob Thornton     | A Simple Plan                 | Ein einfacher Plan                        |
| 1999 | Tom Cruise             | Magnolia                      | Magnolia                                  |
| 2000 | Benicio del Toro*      | Traffic                       | Traffic – Macht des Kartells              |
| 2001 | Steve Buscemi          | Ghost World                   | Ghost World                               |
| 2002 | Dennis Quaid           | Far from Heaven               | Dem Himmel so fern                        |
| 2003 | Tim Robbins*           | Mystic River                  | Mystic River                              |
| 2004 | Thomas Haden Church    | Sideways                      | Sideways                                  |
| 2005 | Mickey Rourke          | Sin City                      | Sin City                                  |
| 2006 | Jackie Earle Haley     | Little Children               | Little Children                           |
| 2007 | Javier Bardem*         | No Country for Old Men        | No Country for Old Men                    |
| 2008 | Heath Ledger*          | The Dark Knight               | The Dark Knight                           |
| 2009 | Christoph Waltz*       | Inglourious Basterds          | Inglourious Basterds                      |
| 2010 | Christian Bale*        | The Fighter                   | The Fighter                               |
| 2011 | Albert Brooks          | Drive                         | Drive                                     |
| 2012 | Philip Seymour Hoffman | The Master                    | The Master                                |
| 2013 | Jared Leto*            | Dallas Buyers Club            | Dallas Buyers Club                        |
| 2014 | J. K. Simmons*         | Whiplash                      | Whiplash                                  |
| 2015 | Benicio del Toro       | Sicario                       | Sicario                                   |
| 2016 | Mahershala Ali*        | Moonlight                     | Moonlight                                 |
| 2017 | Willem Dafoe           | The Florida Project           | The Florida Project                       |
| 2018 | Richard E. Grant       | Can You Ever Forgive Me?      | Can You Ever Forgive Me?                  |
| 2019 | Brad Pitt*             | Once Upon a Time in Hollywood | Once Upon a Time in Hollywood             |
| 2020 | Paul Raci              | Sound of Metal                | Sound of Metal                            |

* = Schauspieler, die für ihre Rolle später den Oscar als Bester Nebendarsteller des Jahres gewannen.